# Jean-Baptiste Beuchot
Pour les articles homonymes, voir Beuchot.
 (juillet 2015).
Si vous disposez d'ouvrages ou d'articles de référence ou si vous connaissez des sites web de qualité traitant du thème abordé ici, merci de compléter l'article en donnant les références utiles à sa vérifiabilité et en les liant à la section « Notes et références ».
Jean-Baptiste Beuchot, né à Lyon le 4 avril 1821 et mort à Paris le 28 juillet 1885, est un peintre français.

## Biographie
Jean-Baptiste Beuchot est le fils de Denis Beuchot (1791-1862) et Marie Baudry. Son père, peintre décorateur originaire de Dijon, était venu s'installer à Lyon vers 1820. Suivant les traces de son père, Jean-Baptiste Beuchot montra de nombreux talents. Parallèlement à sa carrière de peintre, il fut aussi restaurateur d’œuvres d'art, dessinateur et décorateur.
En 1836, il entre à l'École nationale supérieure des beaux-arts de Lyon qu'il fréquente jusqu'en 1841. La plupart du temps, il a travaillé à Lyon ou dans sa région qu'il sillonne avec ses amis Auguste Chenu et Joseph Guichard, et il participe à plusieurs reprises au Salon lyonnais des beaux-arts. En 1848, son Mémoire du Dauphiné le place parmi l'élite des peintres reconnus de la région. En 1849, il expose Coup de vent dans une forêt aux environs de Roanne et, en 1851, deux paysages : Vue prise aux bord de la Saône, aux environs de Lyon et Souvenirs du Forez.
Alors que le Salon de Lyon semble préférer ses paysages, Jean-Baptiste Beuchot produit aussi des œuvres aux sujets mythologiques ou religieux aussi bien que des scènes de genre, comme Un lever matinal.
En 1851, Jean-Baptiste Beuchot prend le jeune Alphonse Legros, en route pour Paris, sous son aile. Celui-ci fréquente l'atelier de Jean-Baptiste Beuchot durant six mois, durant lesquels il l'aide à peindre la chapelle du cardinal Bonald dans la collégiale Saint-Nizier.

## Œuvre
Entre 1853 et 1856, en compagnie de Claudius Lavergne et Hippolyte Flandrin, Jean-Baptiste Beuchot commence une carrière de peintre-décorateur d'églises en réalisant la décoration intérieure de la chapelle Notre-Dame du Bon secours à Châtillon-d'Azergues, à une trentaine de kilomètres de Lyon. Il participe à la restauration de l'église de la Charité de Lyon avec des peintures ornementales et décoratives. En 1855, il réalise la décoration du chœur de l’église de Charentay avec J. Clair.
En 1858, Beuchot réalise plusieurs peintures décoratives dans les salles de réception de l'aile sud de l'hôtel de ville de Lyon et restaure les peintures que Thomas Blanchet y avait accrochées vers 1668-1669.
En 1860, il est chargé des plafonds de la Chambre de commerce de Lyon qui vient d'être construite. Pour cela, il crée dix toiles monumentales, en particulier celle de la salle Jacquard. Ses tableaux intitulés Le Conseil et La Force prudente ornent la salle d'audience et la salle des délibérations du tribunal de commerce. Il avait été choisi avec Antoine Claude Ponthus-Cinier autre peintre lyonnais, Alexandre Hesse, peintre parisien ou le statuaire Jean-Marie Bonnassieux.
En 1868, Jean-Baptiste Beuchot réalise deux peinture murales en haut du chœur de l'église Saint-Pierre de Mâcon. De taille importante (environ 3 × 3,6 m) ces peinture murales des murs nord et sud représentent la construction et l'inauguration de l'église. Sur le mur nord, Beuchot a réalisé un portrait en pied de l'architecte Georges Berthier et, derrière lui, un peintre portant une palette et des pinceaux, considéré comme étant un autoportrait.
Jean-Baptiste Beuchot meurt en 1884. Il a eu deux enfants : Marie Augustine, née en 1860, et Auguste Pierre, né en 1861, de Clémence-Constance Courtois, fille du prestidigitateur Louis Courtois, qu’il a épousée à Lyon en 1860.
En plus de ses grands tableaux, Jean-Baptiste Beuchot laisse derrière lui de nombreuses esquisses et aquarelles, la plupart sur des thèmes historiques ou des scènes de genre. Le Salon de Lyon a organisé une exposition posthume de ses œuvres et, en 1904, sa Femme en costume Louis XV à sa toilette et Le Rendez-vous ont été présentés dans une rétrospective[Où ?].

## Collections publiques

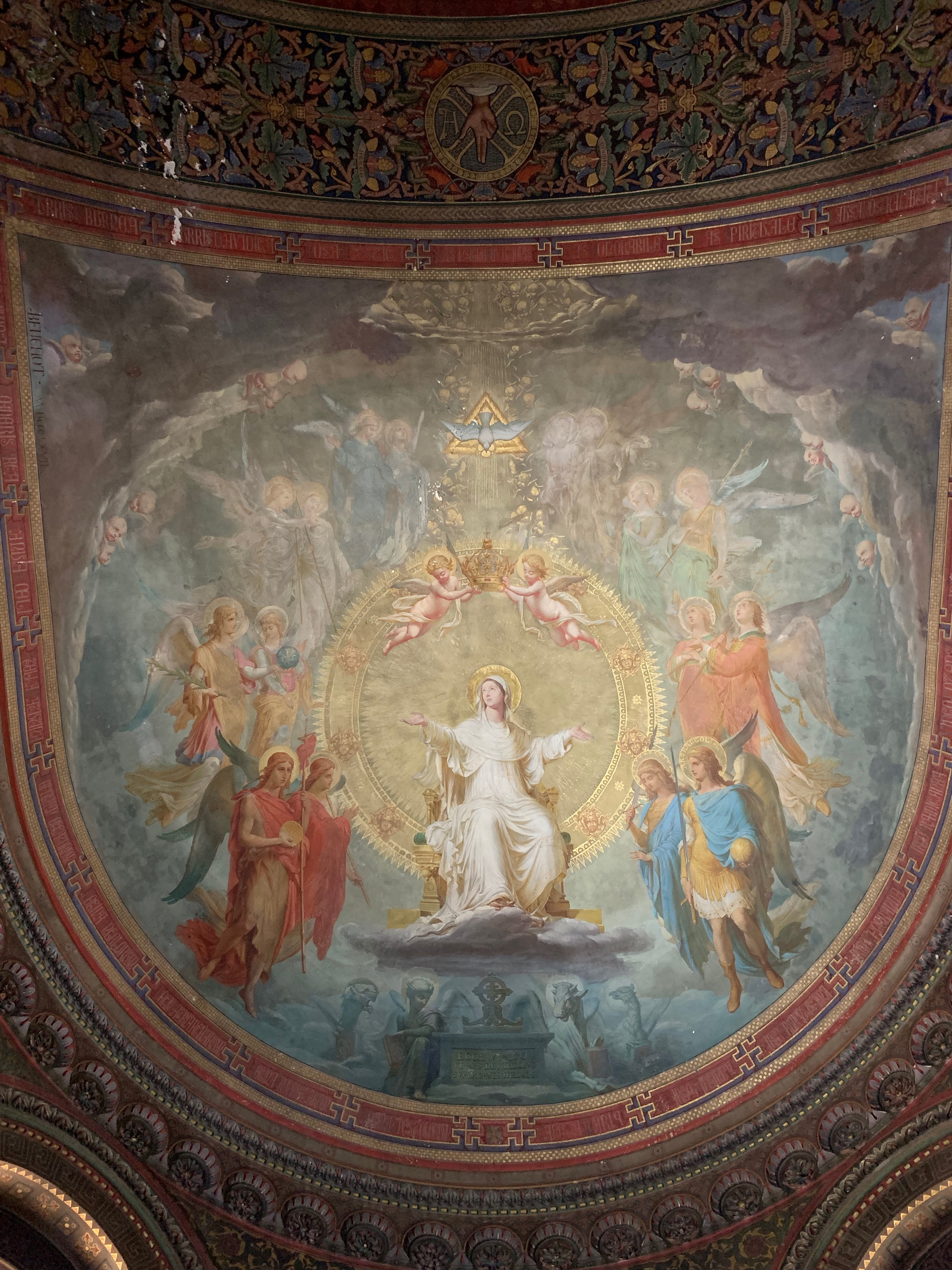
Couronnement de la Vierge, entourée de personnages civils et religieux (1868), église Saint-Pierre de Mâcon.

- Châtillon (Rhône), chapelle Notre-Dame-du-Bon-Secours :
  - peintures de la charpente, du plafond et du chœur, de la nef et de l'oratoire ;
  - peintures décoratives des salles de réception de l'aile sud, 1858.
- Lyon :
  - église de la Charité : Christ en Majesté, agneau pascal et symboles des Évangélistes, 1859, huile sur enduit, 523 × 424 × 286 cm, peinture murale du cul-de-four, décors détruits en 1934-1936[6].
  - Chambre de commerce : dix toiles pour les plafonds, dont ceux de la salle Jacquard ; Le Conseil  dans la salle d'audience ; La Force prudente dans la salle des délibérations, 1860.
  - église Saint-Nizier, chapelle du cardinal Bonald : décor en collaboration avec Alphonse Legros.
  - hôtel de ville.
- Mâcon, église Saint-Pierre :
  - Couronnement de la Vierge, entourée de personnages civils et religieux, 1868, cul-de-four, huile sur enduit[7] ;
  - Transfert de Sainte Germaine Cousin, 1871, chapelle de la 5e travée du bas-côté nord ;
  - Décors des chapelles rayonnantes des collatéraux[8].
- Vinzelles, église Saint-Georges : Christ en Majesté, agneau Pascal et symboles des Évangélistes, 1859.

## Salons
- Salon lyonnais des beaux-arts :
  - 1848 : Mémoire du Dauphiné ;
  - 1849 ;
  - 1850 ;
  - 1851 : Vue prise au bord de la Saône, aux environs de Lyon ; Souvenir du Forez.

## Élève
- Alphonse Legros